# Alexander Wolf
Alexander Wolf (Smalcalda, 21 dicembre 1978) è un ex biatleta tedesco.

## Biografia
In Coppa del Mondo ottenne il primo risultato di rilievo l'11 dicembre 1998 a Hochfilzen (28°), il primo podio il 23 gennaio 2000 ad Anterselva (2º) e la prima vittoria l'8 febbraio 2003 a Lahti.
In carriera prese parte a tre edizioni dei Giochi olimpici invernali, Salt Lake City 2002 (34° nell'individuale), Torino 2006 (14° nella sprint, 19° nell'inseguimento, 8° nella partenza in linea) e Vancouver 2010 (24° nell'individuale) e a sei dei Campionati mondiali, vincendo due medaglie.

## Palmarès

### Mondiali
- 2 medaglie:
  - 2 bronzi (inseguimento[2], staffetta[2] a Östersund 2008)

### Mondiali juniores
- 1 medaglia:
  - 1 oro (staffetta a Forni Avoltri 1997)

### Coppa del Mondo
- Miglior piazzamento in classifica generale: 12º nel 2006
- 26 podi (12 individuali, 14 a squadre[1]), oltre a quelli conquistati in sede iridata e validi anche ai fini della Coppa del Mondo:
  - 8 vittorie (3 individuali, 5 a squadre)
  - 10 secondi posti (5 individuali, 5 a squadre)
  - 8 terzi posti (4 individuali, 4 a squadre)

#### Coppa del Mondo - vittorie
| Data             | Località     | Nazione     | Spec.                                                    |
| ---------------- | ------------ | ----------- | -------------------------------------------------------- |
| 8 febbraio 2003  | Lahti        | Finlandia   | SP                                                       |
| 11 dicembre 2005 | Hochfilzen   | Austria     | RL (con Ricco Groß, Sven Fischer e Michael Greis)        |
| 16 dicembre 2005 | Osrblie      | Slovacchia  | SP                                                       |
| 4 gennaio 2006   | Oberhof      | Germania    | RL (con Ricco Groß, Sven Fischer e Michael Greis)        |
| 12 gennaio 2006  | Ruhpolding   | Germania    | RL (con Michael Rösch, Sven Fischer e Michael Greis)     |
| 18 gennaio 2007  | Pokljuka     | Slovenia    | SP                                                       |
| 5 gennaio 2011   | Oberhof      | Germania    | RL (con Christoph Stephan, Arnd Peiffer e Michael Greis) |
| 5 febbraio 2011  | Presque Isle | Stati Uniti | MX (con Kathrin Hitzer, Magdalena Neuner e Daniel Böhm)  |

Legenda:

IN = individuale

RL = staffetta

MX = staffetta mista